# Centrosema macranthum
Centrosema macranthum är en ärtväxtart som beskrevs av Frederico Carlos Hoehne. Centrosema macranthum ingår i släktet Centrosema och familjen ärtväxter. Inga underarter finns listade i Catalogue of Life.